# HD 131117
HD 131117，又名CD-3011780，SAO 206035、HR 5542，是一颗恒星，视星等为6.29，位于銀經331.67，銀緯25.45，其B1900.0坐标为赤經14h 46m 35.5s，赤緯-30° 25.45′ 54″。